# Maria Stark (Marvel Comics)
Maria Stark é uma personagem fictícia no  Universo da Marvel Comics. Ela é a esposa de  Howard Stark e a mãe de  Anthony "Tony" Stark.

## Biografia do Personagem
Maria Stark nasceu Maria Collins Carbonell. Quando adulta, Maria se casou com Howard Stark, e juntos eles tiveram um filho que não era seu filho biológico: Anthony "Tony" Stark. Maria não conseguiu impedir Tony de ver o alcoolismo de Howard, algo que Tony mais tarde enfrentaria sozinho. Howard programou secretamente a Mistress, a I.A. que controlava os robôs do Arsenal, com os padrões cerebrais de Maria.
Nos Idos de Março, Maria e Howard foram mortos em um acidente de carro 'planejado' (possivelmente organizado pela Roxxon Oil Company). Depois, Tony dirigiu a companhia de seu pai, fundou uma instituição de caridade em nome de sua mãe (que doou fundos para financiar várias obras de caridade e projetos de renovação, assim como os Vingadores) e mais tarde se tornou o Homem de Ferro.

## Outras Versões

### Ultimate Marvel
A versão  Ultimate do personagem é renomeada como Maria Cerrera, a segunda esposa de Howard Stark. Maria era uma cientista brilhante que sofreu um acidente genético enquanto estava grávida do filho de Howard. Depois que Maria morreu durante o parto, Howard usa uma armadura biológica recém-inventada para salvar a vida de seu filho: Antonio "Tony" Stark, nomeado após Antonio Cerrera (irmão de Maria), que morreu quando era novo. Anos mais tarde, Loni Stane (a primeira esposa de Howard) diz a Tony duas vezes que ela poderia ter sido sua mãe em um conjunto diferente de circunstâncias, mas Tony diz que ele ainda prefere sua própria mãe em vez de Loni.
Enquanto a versão final da vida de Maria Stark que foi descrita foi  recontada como um programa de TV ficcional no universo sobre a vida do Homem de Ferro, seu personagem é mencionado brevemente por Gregory Stark (irmão de Tony dentro da recontinuação do Ultimate Marvel) quando ele brincando diz como ele "saiu de sua mãe antes do [Tony]", mas isso desde então tem sido desacreditado.

## Em outras Mídias

### Televisão
- Maria Stark apareceu na série animada  Iron Man dos anos 90, dublada por Dimitria Aryls. Ela é vista no episódio "A Origem do Homem de Ferro" Pt. 1.
- Em Iron Man - O Homem de Ferro, a imagem de Maria Stark foi usada no segundo episódio da temporada, "Iron Monger Lives", quando a máscara de Madame Máscara personifica Maria, a fim de mexer com a cabeça de Tony Stark depois que Tony desativou o Monge de Ferro usando Extremis.

### Filmes
- Hope Davis interpretou Maria Stark no filme Capitão América: Guerra Civil. No filme, mostra que sua morte junto com a de seu marido foi realizada pelo  Soldado Invernal que trabalhava para a Hydra. O produtor Kevin Feige revelou que outra atriz foi chamada para o elenco de Homem de Ferro 3 para aparecer como Maria Stark em uma seqüência de flashback; mas disse que não fez o corte final do filme.